# Chambre de commerce et d'industrie de la Haute-Loire
La chambre de commerce et d'industrie de Haute-Loire est la chambre de commerce et d'industrie du département de la Haute-Loire, créée en 2011. Elle fait partie de la chambre régionale de commerce et d'industrie Auvergne.

## Siège
Son siège est situé 16, boulevard du Président-Bertrand au Puy-en-Velay. Elle dispose aussi d'une Antenne à Brioude et à Monistrol-sur-Loire.

## Historique
La Chambre du Commerce et de l’Industrie de Haute-Loire voit le jour en 1894, marquée par l’essor industriel et commercial en France. En 1920, avec la création de la CCI de Brioude, sa circonscription est ramenée aux arrondissements du Puy-En-Velay et d’Yssingeaux.
Après 90 ans de séparation, les deux chambres sont fusionnées par le décret n°2009-11463 du
22 septembre 2009 pour former la Chambre de Commerce et d'Industrie de la Haute-Loire qui entre en fonction en janvier 2011.
Établissement public placé sous la tutelle de l’Etat, la Chambre de Commerce et d’Industrie Haute-Loire est administrée par des dirigeants d’entreprises bénévoles et élus par leurs pairs pour des mandats de 5 ans. Pour le mandat en cours (2021 à 2026), la CCI compte actuellement 24 élus membres titulaires et le président est Antoine WASSNER.

## Missions
La CCI Haute-Loire est chargée de représenter les intérêts des 11 300 entreprises du département, dont la moitié est constituée de commerces, un quart d'entreprises industrielles et un quart d'entreprises de services. La Chambre de Commerce et d’Industrie joue également le rôle de porte-parole des entreprises, contribue au développement économique, assure des missions de services publics et accompagne les entreprises. 
Que ce soit pour concrétiser un projet de création ou de reprise d'entreprise, pour renforcer leurs compétences professionnelles, pour explorer de nouveaux marchés en France ou à l'étranger, ou encore pour innover dans leur domaine, la CCI Haute-Loire est là pour accompagner les entreprises. Le travail des conseillers consiste à écouter et analyser les besoins des entreprises et à leur proposer des solutions adaptées, efficaces et durables. 
L’objectif est d’apporter aux entreprises des renseignements, des conseils, des financements, des mises en réseau, des suivis de projets… Les entrepreneurs peuvent bénéficier d’aides dans toutes les formalités administratives.

### Services aux entreprises
- Centre de formalités des entreprises
- Assistance technique au commerce
- Assistance technique à l'industrie
- Assistance technique aux entreprises de service
- Point A (apprentissage)

### Gestion d'équipements
- Aéroport du Puy - Loudes

### Centres de formation
- Centre de formation de Taulhac à Le Puy.

## Pour approfondir